# Die Gnadenlosen
Die Gnadenlosen (Originaltitel: Fools’ Parade) ist eine 1971 gedrehte Komödie des Regisseurs Andrew V. McLaglen mit James Stewart, George Kennedy, Kurt Russell und Strother Martin. Der Film basiert auf dem gleichnamigen Roman von Davis Grubb.

## Handlung
Es ist das Jahr 1935. In der Stadt Glory werden der Mörder Mattie Appleyard, der Bankräuber Lee Cottrill und der junge Johnny Jesus aus dem Staatsgefängnis von West Virginia entlassen. Appleyard bekommt einen Scheck über 25452,32 $. Diese Summe hatte sich durch 40 Jahre Gefängnisarbeit angehäuft und war zur Zeit der Großen Depression eine enorme Summe. Der Gefängnisaufseher Captain „Doc“ Council begleitet sie zum Bahnhof, um sicher zu gehen, dass sie auch wirklich die Stadt verlassen. Nachdem der Zug abgefahren ist, bemerkt Appleyard, dass der Scheck nur in der örtlichen Bank von Glory eingelöst werden kann. Er muss also zurück in die Stadt.
Council, der gemeinsam mit dem Bankier Homer Grindstaff verhindern will, dass Appleyard den Scheck einlöst, fährt mit seinen zwei Komplizen Steve Mystic und Junior Kilfong zu einem weiteren Bahnhof, an dem der Zug halten wird. Dort planen sie, Appleyard umzubringen.
Nachdem der von Gewissensbissen geplagte, eingeweihte Schaffner Willis Hubbard die drei Entlassenen gewarnt hat, planen sie den Plan zu durchkreuzen. Beim Zusammentreffen wird der unbeteiligte Ladenbesitzer Roy K. Sizemore von Kilfong angeschossen. Council tötet ihn daraufhin und beschuldigt Appleyard der Tat. Der kann jedoch entkommen und nimmt dabei den Vorrat des Ladenbesitzers an Dynamit mit. 
Als Council am nächsten Tag den Banker Grindstaff über die Ereignisse informiert, betritt Appleyard die Bank mit einer Dynamitweste und einen Koffer mit der Aufschrift „60 weitere Pfund“. Appleyard droht damit, sie alle in die Luft zu jagen und dabei die Hälfte der Stadt zu zerstören, wenn der Bankier ihm nicht den Scheck einlöst. Der willigt zähneknirschend ein. Appleyard und seine beiden Freunde, die ihn nach Glory begleitet hatten, trennen sich zunächst, verabreden aber einen Treffpunkt. Während Cottrill später am Treffpunkt auf die beiden anderen wartet, wird er von der heruntergekommenen Prostituierten Cleo auf ihr Hausboot zu einem Whiskey eingeladen. Dort trifft er Chanty, eine Sechzehnjährige, die für Cleo arbeiten soll. Cleo hofft mit ihr 100 $ zu bekommen von dem Kunden, der Chanty ihre Jungfräulichkeit nehmen möchte.
Appleyard und Johnny erscheinen kurz danach, verfolgt von Council und einem Bluthund. Die drei Freunde schaffen es, in einem Ruderboot zu entkommen, lassen aber den Koffer mit dem Dynamit bei Cleo zurück. Johnny hat Angst um Chanty, also kehren sie um, als Council verschwunden ist. Bevor Council ging, erzählte er Cleo noch von Appleyards Geld. Als Appleyard Chanty mitnehmen will zwingt Cleo ihn mit vorgehaltener Waffe ihr den Koffer zu geben, in dem sie das Geld vermutet. Appleyard übergibt ihr den Koffer und als sie mit Chanty gegangen sind, versucht Cleo den abgeschlossenen Koffer aufzuschießen, was fatal endet.
Die Flüchtenden werden später von Council in einem Güterwagon entdeckt. Der Zug, den sie sich zur Flucht ausgesucht hatten, fuhr lediglich auf ein Abstellgleis. Erneut verhilft ihnen der schuldbewusste Zugschaffner Willis Hubbard zur Flucht. Jedoch ist er zu ängstlich, der Polizei zu erzählen, was er über Council weiß. Council, Mystic und Kilfong verfolgen sie zu einem verlassenen Haus. Da Council mittlerweile entschieden hat, die Beute nicht mehr teilen zu wollen, erschießt er seine beiden Komplizen. Als Council auf ein Fenster des Hauses schießt, wird Appleyard verwundet. Johnny wirft eine Stange vom restlichen Dynamit auf Council, doch der Bluthund apportiert die Stang zurück zu Johnny. Appleyard reagiert rechtzeitig und kann das Dynamit erneut auf Council werfen und tötet ihn.
Die Männer werden verhaftet und Appleyards Geld wird eingezogen, doch da rafft sich Hubbard auf, die Wahrheit zu sagen. Schließlich wird der Bankier Grindstaff verhaftet, Appleyard bekommt sein Geld zurück und sie werden rehabilitiert.

## Produktion
Der Film wurde komplett in Marshall County, West Virginias gedreht. Moundsville, der Ort, in dem die meisten Szenen gedreht wurden. ist der Geburtsort von Davis Grubb, dem Autor der Romanvorlage. Für die Eisenbahnszenen wurde die Baltimore and Ohio Railroad genutzt und der Bahnhof von Moundsville, der 1980 abgerissen wurde.

## Kritik
„Mit etwas Ironie und Sentimentalität versetzte Spannungsunterhaltung, die einige gesellschaftskritische Ansätze vorzuweisen hat.“